# Grillfängerier
Grillfängerier är en prosaskrift av Gustaf Fröding. Det är en av de två skrifter som han gav ut 1898, den andra var Om livsnomader. Verken ansluter sig till två tidigare diktsamlingar, Nytt och gammalt från 1897 och Gralstänk från 1898. Fröding sökte i de bägge skrifterna ett alternativ till den kristna dualismen.
Verket har formen av en broschyr i två delar;
1. Heidenstam
2. Om härstamning. Djurtyper i människotyper. Om jag-medvetenhet, en spekulativ nyck. Tillägg till artikeln »Heidenstam» i föregående häfte.

Utgivare var Upsala Nya Tidning.